# Galaxy 17
O Galaxy 17 (G-17) é um satélite de comunicação geoestacionário construído pela Alcatel Alenia Space. Ele está localizado na posição orbital de 91 graus de longitude oeste para servir o mercado dos Estados Unidos, e é de propriedade da Intelsat. O satélite foi baseado na plataforma Spacebus-3000B3 e sua expectativa de vida útil é de 15 anos.

## História
O Galaxy 17 foi destinado para substituir o SBS-6. Foi construído pela Thales Alenia Space. (que agora é Thales Alenia Space). Este satélite fornece serviços nas bandas C e Ku.
Ele tornou-se operacional em órbita geoestacionária em 74 graus de longitude oeste, e substituiu o SBS-6, que foi movido para fora da órbita geoestacionária para uma órbita de estacionamento na órbita cemitério. Isto tomou lugar em 7 de julho de 2007. O Galaxy 17 iniciou a sua mudança para a longitude de 91° oeste quando o Horizons 2 foi lançado e colocado em 74° de longitude oeste. O Horizons 2 foi originalmente agendado para substituir o SBS-6, mas o seu lançamento foi adiado, possivelmente devido aos reparos retardados do Sea Launch fecebook Mauro Julio Mauro
O Galaxy 17 foi o primeiro satélite europeu, para cobrir principalmente os EUA. Construído por um fabricante francês/italiano, que foi lançado em um foguete francês a partir de um porto espacial francesa. O satélite tornou-se operacional em meados de julho de 2008, quando assumiu o tráfego do Galaxy 11 que estava em 91º W. Como o Galaxy 11 foi efetivamente substituído, todas as referências ao Galaxy 11 já pode ser considerado referência para o Galaxy 17.

## Lançamento
O satélite foi lançado com sucesso ao espaço no dia 4 de maio de 2007, às 22:29 UTC, por meio de um veículo Ariane 5ECA da Arianespace, a partir do Centro Espacial de Kourou, na Guiana Francesa, juntamente com o satélite Astra 1L. Ele tinha uma massa de lançamento de 4 100 kg.

## Capacidade e cobertura
O Galaxy 17 é equipado com 24 transponders em banda C e 24 em banda Ku para fornecer serviços de telefonia e televisão a América do Sul e do Norte e Europa.